# Mónica Sacay
Mónica Sacay es una cantante de música pop filipina, nacida en Leyte. Ella fue tercer finalista del evento "Star Power: Sharon Search For the Next Female Superstar". También es conocida por sus fanes como "La Biritera Casa de Leyte".

## Biografía
Los padres biológicos de Mónica murieron cuando ella era una niña, sus muertes han sido desconocidos hasta la fecha. Fue adoptada por una familia de clase media. Mónica cantaba en bodas, fiestas de cumpleaños e incluso un tema musical que les dedicó a sus padres adoptivos. Mónica ganó con el paso del tiempo popularidad, tras unirse a la competencia de canto de Filipinas, que fue organizado por grandes estrellas de la música filipina como  Sharon Cuneta, Erik Santos y Christian Bautista. Terminó la competencia en un meresido 3.er lugar.

## Presentaciones en televisión
| Año  | Título                                                  | Personaje | Canal   | Notas                       |
| ---- | ------------------------------------------------------- | --------- | ------- | --------------------------- |
| 2011 | ASAP Rocks                                              | Herself   | ABS-CBN | Main Stay Performer/Co-Host |
| 2011 | Banana Split                                            | Herself   | ABS-CBN | Guest/Segment Player        |
| 2011 | Star Power: Sharon Search For the Next Female Superstar | Herself   | ABS-CBN | 3rd Runner-Up               |